# Завриев, Яков Христофорович

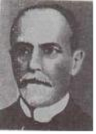
Я. Завриев в конце жизни.

Яков Христофорович Завриев, или Акоп Заварян (Завриян, Заврян) (арм. Հակոբ Զավրիև_ (Զավրյան); 1866, Тифлис — март 1920, Москва), — деятель партии Дашнакцутюн, врач, член Всероссийского учредительного собрания.

## Биография
Потомственный дворянин, родился в Тифлисе в семье полковника Российской императорской армии. С 1891 был связан с народовольцами. Со студенческих лет занимается вопросами освобождения армянского народа. В 1892 году окончил Петербургскую военно-медицинскую академию. В 1900 году защитил диссертацию на соискание степени доктора медицины по теме «Материалы к физиологии и патологии желудочных желез собаки». Имел чин надворного советника. В 1902 году он начал работать в Баку главным врачом Балаханской уездной больницы. Писал сатьи по медицине под псевдонимом Або—Заврадзе.
В Баку сблизился с Ованесом Каджазнуни и Николом Думаном. Он много раз с большими трудностями проезжал через Западную Армению, смог основать больницу в Муше, организовать медицинское обслуживание населения, пропагандировать освободительные идеи. Преследуемый турецкими властями, он переправился в Европу для выполнения дипломатических указаний. Во время Балканских войн (1912—1913 годов) в Париже, Санкт-Петербурге и Лондоне он пытался привлечь внимание европейских правительств к армянскому вопросу. В Германии участвовал в создании Германо-армянского общества. В 1914—1915 годах, во время Первой мировой войны участвовал в армянском добровольческом движении, воевал в отряде Андраника Озаняна. В 1917 году он был заместителем Аверьянова, генерального комиссара областей Турецкой Армении (территорий Ван, Хнус, Эрзурум, Трабзон), оккупированных русскими войсками. На этом посту решал медицинские, административные, хозяйственные и оборонные вопросы, организовывая вооруженные отряды (более 3-4 тыс. человек в Зейтуне, Ханасоре, Маку и других местах), которые сыграли большую роль в боях самообороны армянского народа против турок. В 1917 году был назначен заведующим иностранными делами в партии Дашнакцутюн. Тайно встречался со Степаном Шаумяном.
В конце 1917 года избран в Всероссийское Учредительное собрание по Закавказскому избирательному округу по списку № 4 (Партия «Дашнакцутюн»). Во время октябрьского переворота находился в Петрограде, но сразу после его выехал в Тифлис.
Летом 1918 (совместно с Л. Назарянцем и Р. Дарбиняном) вёл переговоры с большевистским правительством России в Москве, но после падения Бакинской коммуны в июле того же года его арестовали как видного деятеля партии «Дашнакцутюн». По сведениям армянского историка Х. А. Барсегян Якова Завриева и Липарита Назарянца взяли в заложники для обмена на бакинских комиссаров, включая Ст. Шаумяна и членов их семей (о задержании третьего члена делегации Рубена Дарбиняна сведения не приводятся). 29 августа 1918 года Яков Завриев передал требования большевиков радиограммой ЦК и Восточному бюро партии Дашнакцутюн. К ней был приложен комментарий комиссара по делам армян Варлама Аванесова о том, что слухи о расстреле бакинских комиссаров не лишают возможности переговоров об обмене другими заложниками. 4 января 1919 года командующий британскими войсками в Баку, генерал Томсон сообщил, что они готовы освободить семьи комиссаров взамен на освобождение Завриева, Назарянца и членов британской миссии, арестованных во Владикавказе. Но по неясным причинам освобождение Я Х. Завриева не состоялось.
Позже, несмотря на арест, Завриев был назначен врачом Московской больницы острых инфекционных болезней, где он заболел и умер от сыпного тифа. По сведениям фонда «Хайзаг» за несколько дней до смерти был амнистирован большевистским правительством.